# ANGPTL7
ANGPTL7 (англ. Angiopoietin like 7) – білок, який кодується однойменним геном, розташованим у людей на короткому плечі 1-ї хромосоми.  Довжина поліпептидного ланцюга білка становить 346 амінокислот, а молекулярна маса — 40 018.
| 10         |  | 20         |  | 30         |  | 40         |  | 50         |
| ---------- |  | ---------- |  | ---------- |  | ---------- |  | ---------- |
| MLKKPLSAVT |  | WLCIFIVAFV |  | SHPAWLQKLS |  | KHKTPAQPQL |  | KAANCCEEVK |
| ELKAQVANLS |  | SLLSELNKKQ |  | ERDWVSVVMQ |  | VMELESNSKR |  | MESRLTDAES |
| KYSEMNNQID |  | IMQLQAAQTV |  | TQTSADAIYD |  | CSSLYQKNYR |  | ISGVYKLPPD |
| DFLGSPELEV |  | FCDMETSGGG |  | WTIIQRRKSG |  | LVSFYRDWKQ |  | YKQGFGSIRG |
| DFWLGNEHIH |  | RLSRQPTRLR |  | VEMEDWEGNL |  | RYAEYSHFVL |  | GNELNSYRLF |
| LGNYTGNVGN |  | DALQYHNNTA |  | FSTKDKDNDN |  | CLDKCAQLRK |  | GGYWYNCCTD |
| SNLNGVYYRL |  | GEHNKHLDGI |  | TWYGWHGSTY |  | SLKRVEMKIR |  | PEDFKP     |

A: Аланін

C: Цистеїн

D: Аспарагінова кислота

E: Глутамінова кислота

F: Фенілаланін

G: Гліцин

H: Гістидин

I: Ізолейцин

K: Лізин

L: Лейцин

M: Метіонін

N: Аспарагін

P: Пролін

Q: Глутамін

R: Аргінін

S: Серин

T: Треонін

V: Валін

W: Триптофан

Задіяний у такому біологічному процесі як поліморфізм. 
Секретований назовні.